# Cris des plaines
 (février 2013).
Si vous disposez d'ouvrages ou d'articles de référence ou si vous connaissez des sites web de qualité traitant du thème abordé ici, merci de compléter l'article en donnant les références utiles à sa vérifiabilité et en les liant à la section « Notes et références ».
Les Cris des plaines, dont l'endonyme est Nêhiyaw (Nêhiyawak au pluriel) en cri des plaines, un dialecte du cri, sont une nation amérindienne de l'Ouest du Canada et du Nord-Ouest des États-Unis.
L'ensemble de la nation crie habitait autrefois le Manitoba au sud de la rivière Churchill. Les membres d'une branche des Cris, s'alliant avec les Assiniboines, se déplaça vers le sud-ouest sur le territoire des bisons et devinrent les Cris des Plaines. Il est probable qu'ils aient introduit la technique de chasse qui consiste à mener les bisons dans des clôtures, car les Cris des régions boisées utilisaient cette méthode pour chasser le cerf.
La plupart des Nêhiyawak étaient nomades et chassaient le gros gibier (élan, cerf), mais leur mode de vie était essentiellement fondé sur le bison. Sa viande était mangée fraîche ou séchée pour l'hiver ; leurs peaux étaient utilisées pour la confection des vêtements et des récipients de cuisine, et pour la couverture des abris. Rien n'était gaspillé : des outils étaient fabriqués à partir des os, des cordes d'arc à partir des tendons, des poches à eau à partir de l'estomac, même les excréments étaient utilisés pour le chauffage et la cuisine. Comme les autres peuples amérindiens, les Nêhiyawak se déplaçaient fréquemment afin de ne pas épuiser les ressources naturelles d'une région. Ils transportaient leurs possessions sur des travois attelés à des chiens et plus tard à des chevaux.

## Personnalités
- Big Bear (Mistahimaskwa)
- Poundmaker (Pitikwahanapiwiyin)
- Wikaskokiséyin

## Annexe